# Réserve naturelle nationale du Bagnas
La réserve naturelle nationale du Bagnas (RNN67) est une réserve naturelle nationale située en Occitanie. Classée en 1983, elle occupe une surface de 561,3 hectares et protège les étangs du Bagnas ainsi que les zones humides environnantes.

## Localisation

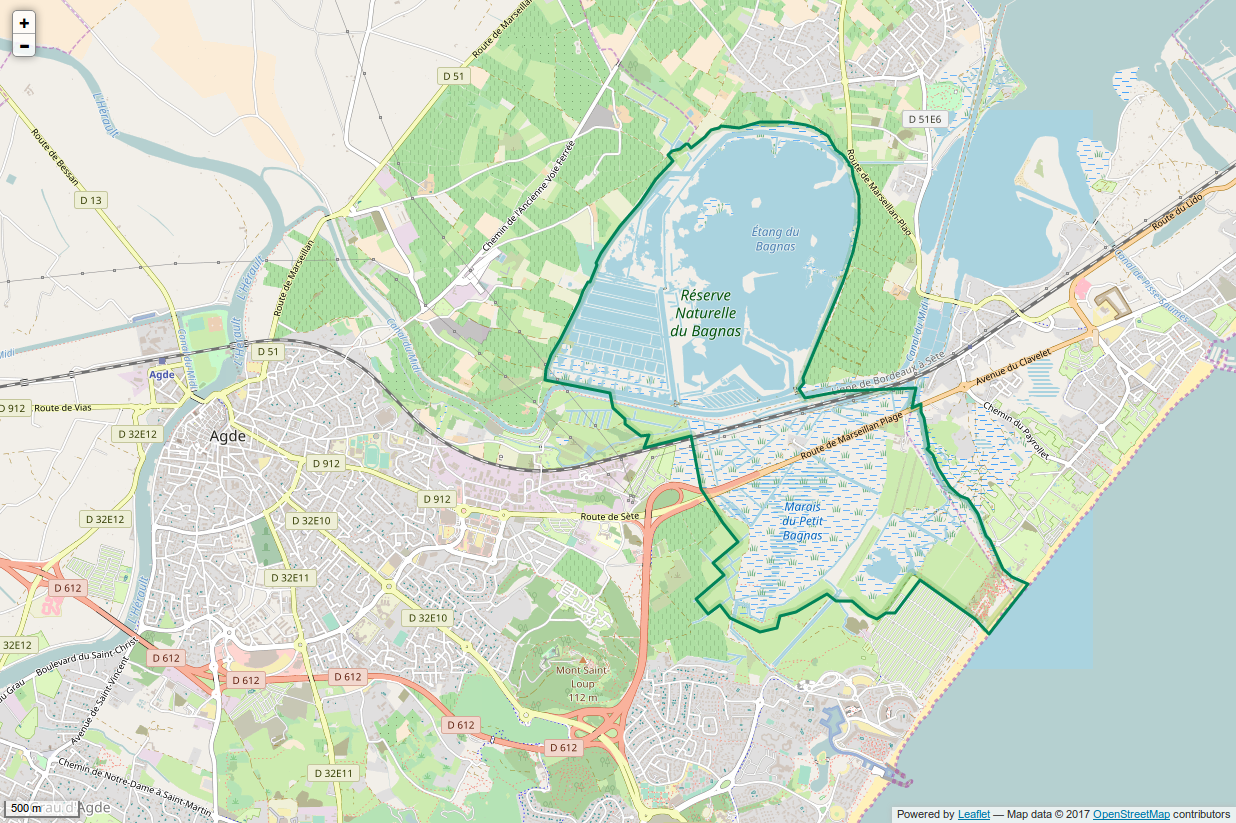
Périmètre de la réserve naturelle.

Le territoire de la réserve naturelle est dans le département de l'Hérault, sur les communes d'Agde et Marseillan. À l'extrémité ouest du bassin de Thau mais proche du littoral, il est constitué des étangs du Bagnas et des zones qui les environnent. Il est traversé dans sa partie médiane par le canal du Midi, la ligne ferroviaire Bordeaux-Sète et la route départementale RD 612 (ex RN 112). À son extrémité orientale, il longe le littoral sur environ 400 m sans empiéter sur le domaine public maritime. 

## Toponymie
Attesté sous les formes in ripam Bannars (1154), in stagno de Banhars (vers 1186), stagni de Bagnars (1229), étang du Bagnas (1771)...
Le nom vient du latin balneares = bains et marque probablement l'emplacement de thermes romains sur la rive de l'étang.

## Histoire du site et de la réserve

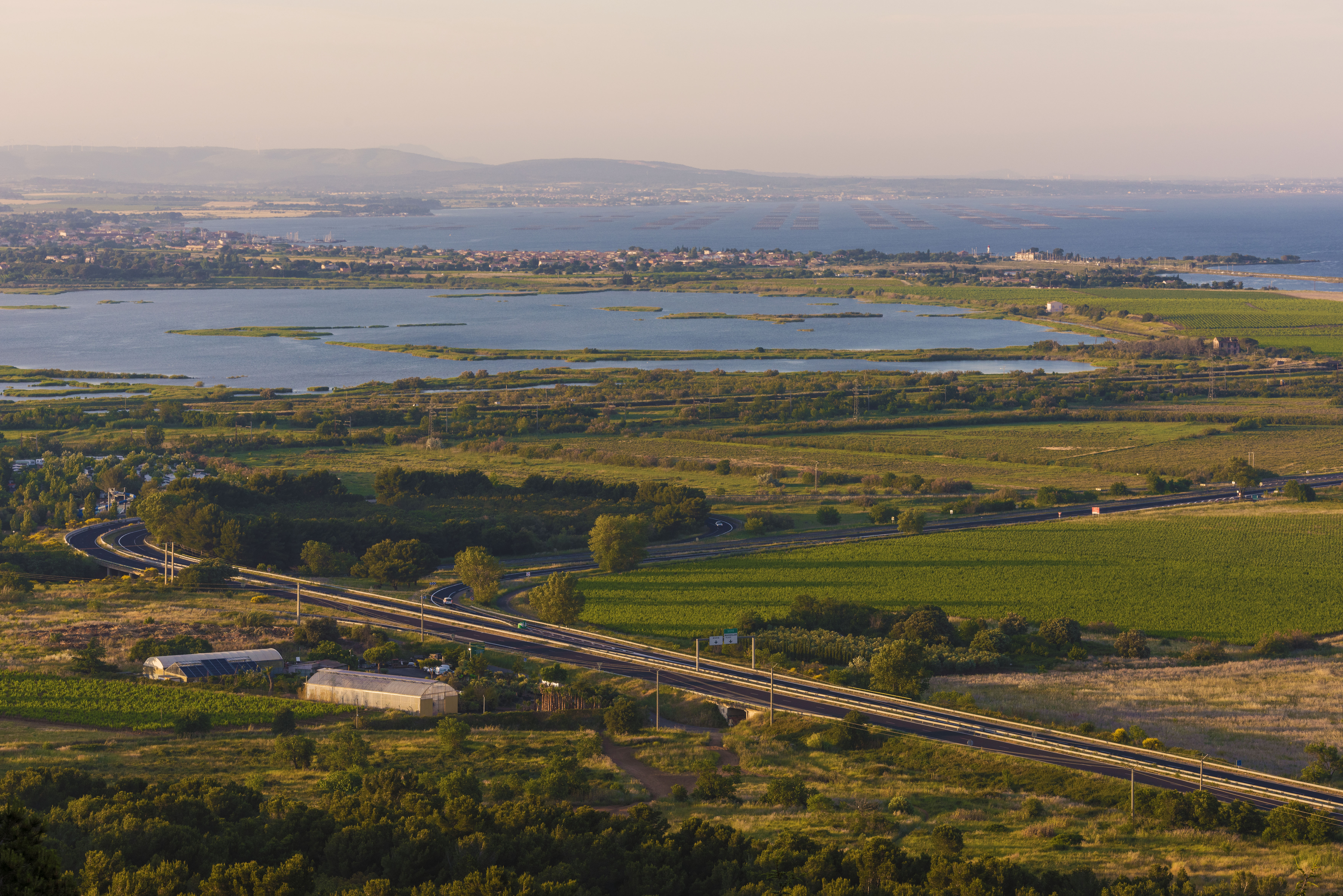
L'étang du Bagnas et l'étang de Thau

## Écologie (biodiversité, intérêt écopaysager…)
Le Bagnas constitue un milieu humide exceptionnel et spécifique, qui accueille plus de 200 espèces d'oiseaux différentes, tant des oiseaux migrateurs qui s'y reposent en automne et au printemps que des espèces qui en ont fait leur lieu d'hivernage, puisque la zone compte plus de 6 000 oiseaux d'eau en hiver. De plus, le lieu sert à certaines espèces pour nicher.

### Flore
La flore compte de nombreuses espèces végétales et en particulier des roseaux (Phragmites australis) qui forment l'habitat des espèces animales.
On y trouve aussi une grande quantité de plantes adaptées aux milieux humides telles que les orchidées sauvages. Différentes sortes d'orchis et d'ophrys peuvent être observés. 

### Faune

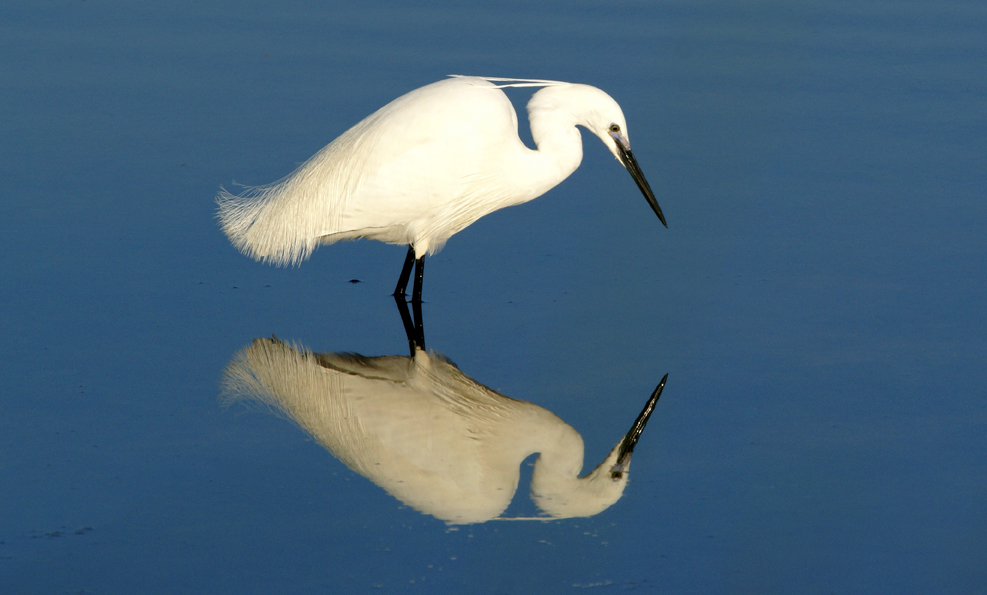
Une aigrette garzette, et son reflet parfait sur l'Étang du Bagnas.

On rencontre sur le site des espèces variées souvent rares et/ou menacées, ou patrimoniales dont par exemple pour les anatidés : le Canard siffleur, le Fuligule nyroca, le Tadorne de Belon, la Nette rousse, le Grèbe castagneux, le Grèbe à cou noir. Les ardéidés sont représentés par le Butor étoilé, le Héron bihoreau, le Héron garde-bœufs, le Héron pourpré, le Blongios nain, le Héron crabier, la Grande aigrette et l'Aigrette garzette. On y voit aussi l'Échasse blanche, la Spatule blanche, la Cigogne blanche, le Flamant rose, l'Avocette élégante, la Grue cendrée...  Dans les passereaux, la Mésange rémiz, le Pipit rousseline, la Lusciniole à moustaches, la Gorgebleue à miroir, la Rousserolle turdoïde. 
Dans les rapaces, citons le Busard des roseaux, le Busard Saint-Martin, le Busard cendré, le Faucon hobereau, le Circaète Jean-le-Blanc, la Buse variable, la Bondrée apivore, le Faucon émerillon, le Faucon pèlerin, le Milan noir, l'Aigle botté, l'Épervier d'Europe et le Balbuzard pêcheur.
Parmi les limicoles, on trouve le Bécasseau minute, le petit Gravelot, le Gravelot à collier interrompu, les Chevaliers sylvain, gambette, arlequin, guignette, cul-blanc et aboyeur, la Barge à queue noire.
Citons encore le Coucou geai, la Sterne hansel, la Sterne pierregarin, le Guêpier d'Europe, la Poule sultane, le Râle d'eau, la Guifette moustac, le Martin-pêcheur d'Europe, le Pluvier doré...
Ces espèces, prises dans leur ensemble étant bioindicatrice d'une grande richesse du réseau trophique et d'un haut niveau de biodiversité.

## Intérêt touristique et pédagogique
La réserve naturelle est parcourue de nombreux chemins et sentiers qui permettent de la découvrir. L'accès de la réserve au public est libre dans le respect de la réglementation.

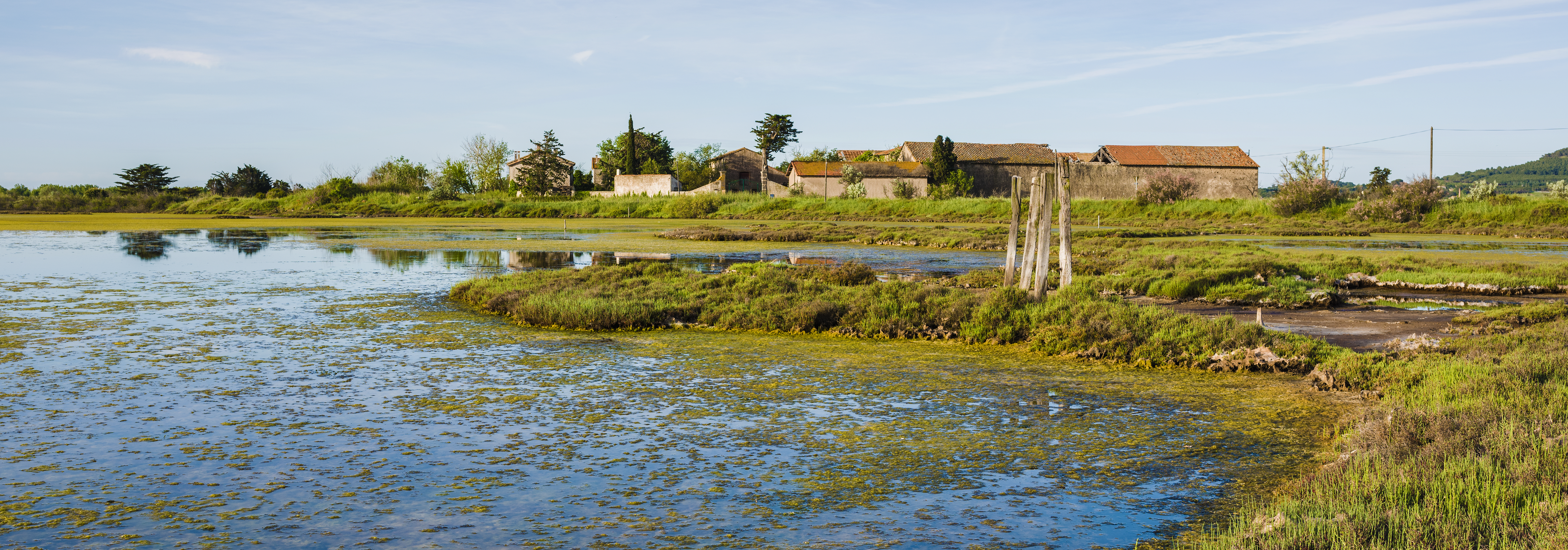
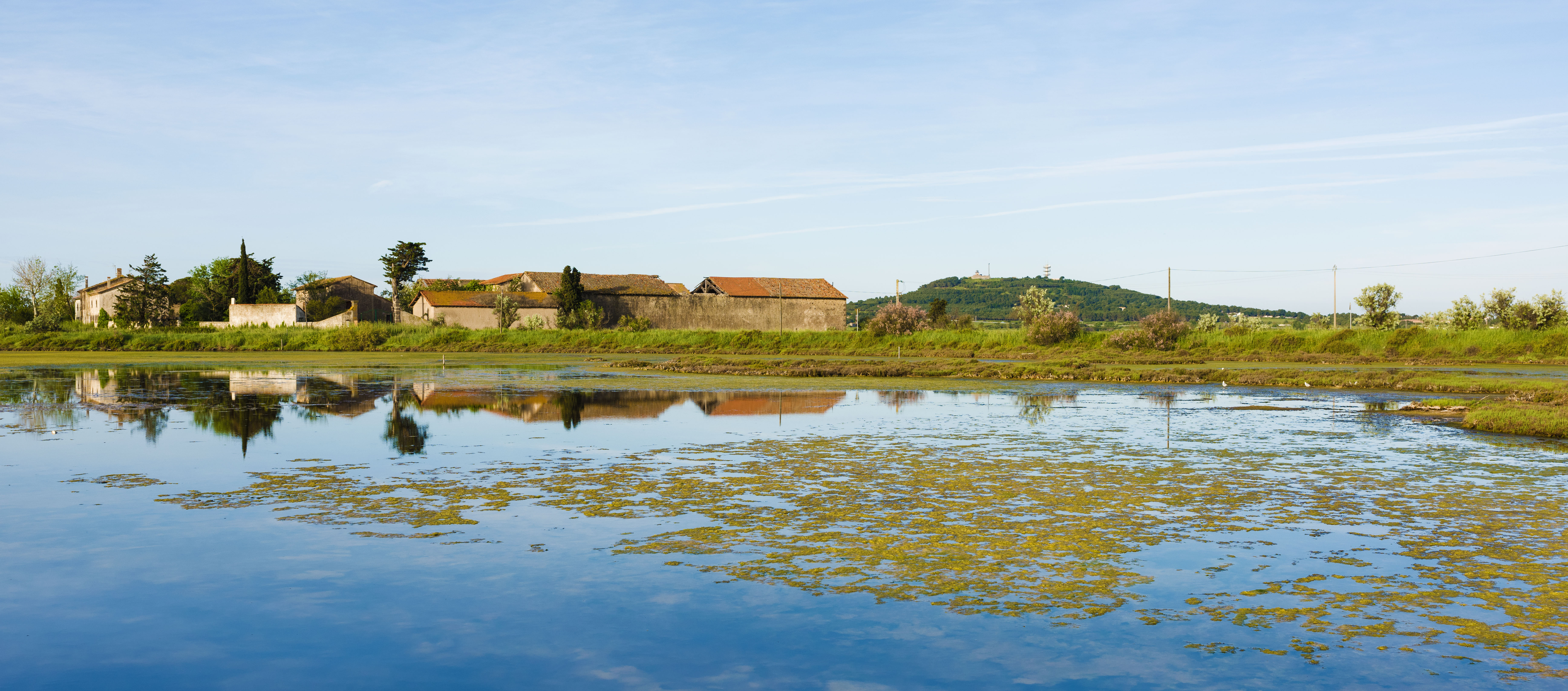

## Administration, plan de gestion, règlement
La réserve naturelle est gérée par l'ADENA (Association de défense de l’environnement et de la nature des pays d’Agde).

### Outils et statut juridique
La réserve naturelle a été créée par un décret du 22 novembre 1983. Il a été modifié par un décret du 17 juillet 1984.